# Хвиля (фільм, 2015)
«Хвиля» (норв. Bølgen) — норвезький драматичний фільм, знятий Руаром Утеугом. Світова прем'єра стрічки відбулась 16 серпня 2015 року на Гаугесунському кінофестивалі, а в Україні — 24 грудня 2015 року. Фільм розповідає про геолога Крістіана Ейкерда, в якого є 10 хвилин, щоб попередити свою родину про смертоносне цунамі, що рухається прямо на них.
Фільм був висунутий Норвегією на премію «Оскар-2016» у номінації «найкращий фільм іноземною мовою».

## Виробництво

### Натхнення
Згідно геологічним дослідженням, частина гірського хребта Окернесет, що пролягає посередині Гейрангерфіорду, одного разу впаде в море, внаслідок чого підніметься хвиля заввишки 80 метрів. У повсякденній мові норвежці називають цю ділянку, довжиною у 700 метрів, «Горою смерті» (норв. Dødsfjellet). Щороку лінія розлому збільшується на 10-15 сантиметрів. Вчені говорять про те, що обвалення хребта відбудеться рано чи пізно.

## У ролях
- Крістоффер Йонер — Крістіан
- Томас Бо Ларсен — Філіп
- Шима Молаей — Арвіж Евребе
- Ені Даль Торп — Ідун
- Йонас Гофф Офтебро — Сондре
- Едіт Хогенруд-Сенд — Джулія